# القمة الإسلامية الاستثنائية (2017)
مؤتمر القمة الإسلامي الاستثنائي السادس (13 ديسمبر ‌‌2017م)، عُقد في إسطنبول، بتركيا.

## أبرز القرارات
- رفض وإدانة بيان الإدارة الأمريكية بشأن وضع القدس.
- دعم إقامة دولة فلسطين المستقلة وذات السيادة على أساس حدود عام 1967 وعاصمتها القدس الشرقية.